# 사바나저빌
사바나저빌(Gerbilliscus validus)은 황무지쥐아과에 속하는 설치류의 일종이다. 앙골라와 부룬디, 콩고민주공화국, 에티오피아, 케냐, 말리, 르완다, 수단, 탄자니아, 우간다, 잠비아, 짐바브웨에서 발견된다. 자연 서식지는 건조 사바나 지역과 습윤 사바나 지역, 경작지이다.